# Barycholos ternetzi
Barycholos ternetzi е вид жаба от семейство Strabomantidae. Видът не е застрашен от изчезване.

## Разпространение
Разпространен е в Бразилия.

## Описание
Популацията на вида е намаляваща.